# 新生紙パルプ商事
新生紙パルプ商事株式会社（しんせいかみぱるぷしょうじ）は、紙・パルプを主に販売している商社である。業界3位。旧大昭和製紙の製品取り扱いが多かったことから日本製紙系。日本製紙、王子製紙、北越コーポレーション等の販売代理店である。

## 沿革

### 大倉三幸の沿革
- 1889年（明治22年） - 大倉孫兵衛洋紙店創設。
- 1918年（大正07年） - 株式会社に改組し、株式会社大倉洋紙店に改称。
- 1962年（昭和37年） - 株式会社愛知洋紙店と合併。名古屋支店開設。
- 1964年（昭和39年） - 株式会社五輪堂洋紙店と合併。
- 1971年（昭和46年） - 株式会社博進社と合併。社名を株式会社大倉博進と改称。
- 1985年（昭和60年） - 社名を大倉紙パルプ商事株式会社と改称。
- 2000年（平成12年） - 三幸株式会社と合併。社名を大倉三幸株式会社と改称。
- 2005年（平成17年） - 株式会社岡本と合併。新生紙パルプ商事が誕生。

### 岡本の沿革
- 1692年（元禄05年） - 初代 紙屋 彌兵衛が江戸両国で紙商を創業。
- 1726年（享保11年） - 幕府の指名問屋となる。
- 1918年（大正07年） - 株式会社に改組し、株式会社岡本商店を設立。
- 1963年（昭和38年） - 社名を株式会社岡本に改称。
- 2005年（平成17年） - 大倉三幸株式会社と合併。新生紙パルプ商事が誕生。

### 新生紙パルプ商事
- 2005年　大倉三幸と岡本が合併し、新生紙パルプ商事が誕生。

## 部活動
東名阪で17の部活動が行われている。
バスケットボール部、野球部、テニス部、サッカー部、フットサル部、釣り部、書道部、華道部などがある。
特に顕著な成績を収めているのはバスケットボール部で、全日本社会人選手権準優勝など実業団の強豪として君臨している。